# American Dreamz – Alles nur Show
American Dreamz – Alles nur Show (Originaltitel: American Dreamz) ist eine US-amerikanische Filmkomödie aus dem Jahr 2006.

## Handlung
Eine neue Staffel von „American Dreamz“, einer Castingshow, die American Idol nachempfunden ist, steht an. Der beliebte, aber zynische Moderator der Show, Martin Tweed, will die Einschaltquoten durch eine kontroverse Zusammenstellung der Kandidaten steigern. Er sorgt dafür, dass neben der ehemaligen Karaoke-Königin Sally Kendoo, die aus der amerikanischen Provinz stammt und alles für ihren Erfolg machen würde, auch der Araber Omer Obeidi teilnimmt. Omers Mutter wurde von den amerikanischen Streitkräften getötet, woraufhin er zum Terroristen ausgebildet werden sollte. Da seine Interessen jedoch eher dem Showbusiness gelten, wird er als Schläfer nach Amerika zur Familie seines Onkels geschickt, in der Hoffnung, ihn nie „aufwecken“ zu müssen.
Der erst kürzlich wiedergewählte Präsident der Vereinigten Staaten Staton erleidet beim erstmaligen Lesen der Zeitung einen Nervenzusammenbruch. Er muss feststellen, dass die Realität deutlich von dem abweicht, was ihm seine Berater, seine bis dato einzige Informationsquelle, vermittelten. In der Folge zieht er sich aus der Öffentlichkeit zurück, was in den Medien zu wilden Spekulationen führt. Sein Stabschef überzeugt ihn schließlich zu einer Imagekampagne. Er soll daher auch im Finale von „American Dreamz“ als Gastjuror auftreten.
Omer Obeidi gewinnt unerwartet Sympathien beim Publikum und schafft es gemeinsam mit Sally Kendoo bis ins Finale. Die Terroristen sehen hierin eine Chance zu einem Anschlag auf den Präsidenten. Omer soll kurz vor Beginn der Show einen Sprengstoffgürtel anlegen und sich nach seinem Auftritt in der Nähe des Präsidenten in die Luft sprengen. Kurz vor seinem Auftritt überlegt es sich Omer jedoch anders und wirft den Sprengstoffgürtel in einen in der Toilette befindlichen Mülleimer. Dort wird er vom Irakkriegsveteranen William Williams, Sally Kendoos Freund, gefunden. Dieser hat soeben herausgefunden, dass Sally ihn nur benutzte, um beim Publikum Sympathien zu gewinnen, und zudem mit dem Moderator Martin Tweed intim geworden ist, um ihre Chancen auf einen Sieg in der Castingshow zu erhöhen. Nach Sallys Auftritt hätte er ihr in Absprache ihrer Manager eigentlich einen Heiratsantrag machen sollen. Stattdessen kommt er mit Omers Sprengstoffgürtel auf die Bühne und beschuldigt Sally und Moderator Tweed, ein Verhältnis zu haben. Nach vergeblichen Appellen Omers und des Präsidenten, den Sprengstoffgürtel abzulegen, verlassen alle bis auf William und Martin Tweed, der die Chance auf hohe Einschaltquoten sieht und selbst die Kamera bedient, das Studio. William beginnt den Titelsong der Show zu singen und wird von Tweed instruiert, sich der Kamera zu nähern. Dabei kommt es zu einem Kontakt zwischen der Kamera und dem Auslöser der Bombe, so dass diese detoniert, die beiden getötet werden und der Sender ein Testbild ausstrahlt.
Kurz darauf wird zu Beginn der nächsten Staffel von „American Dreamz“ von der neuen Moderatorin Sally Kendoo bekannt gegeben, dass William Williams zum Überraschungssieger der Show gewählt wurde. Sein irrationales Verhalten wird mit posttraumatischem Stress erklärt. Omer Obeidi verfolgt mittlerweile eine erfolgreiche Musicalkarriere.

## Kritiken
James Berardinelli kritisierte die Komödie als „inkonsistent“ und „uninspiriert“. Er lobte Hugh Grant, Mandy Moore, Dennis Quaid und Willem Dafoe.
Das „Komödienkunstwerk über die Kultur der Oberflächlichkeit“ sei in Teilen durchaus gelungen, meint das Lexikon des internationalen Films. Als Politsatire sei „American Dreamz“ aber wenig überzeugend.
Kai Kolwitz sah einen „intelligent gemachten, gelegentlich makaberen und äußerst amüsanten Film“, wie er in der Netzeitung schrieb.
Die Deutsche Film- und Medienbewertung FBW in Wiesbaden verlieh dem Film das Prädikat besonders wertvoll.

## Trivia
- Die Produktion des Films kostete etwa 19 Millionen US-Dollar. Die Premiere in den USA erfolgte am 21. April 2006.

- Bei der Namensgebung wurde auf Doppeldeutigkeit gesetzt. Sallys Nachname Kendoo wird wie can do (kann es schaffen) ausgesprochen, was ihr auch mehrmals im Film gesagt wird. Des Weiteren wird der Präsident „Mr. P.“ genannt, was wie pee (pinkeln) ausgesprochen wird.